# Tom Corbett
Thomas Wingett "Tom" Corbett, Jr., född 17 juni 1949 i Philadelphia i Pennsylvania, är en amerikansk republikansk politiker. Han var guvernör i Pennsylvania 2011–2015.
Corbett avlade sin kandidatexamen vid Lebanon Valley College i Lebanon County i Pennsylvania och juristexamen vid St. Mary's University School of Law i Texas. President George H.W. Bush utnämnde honom till federal åklagare, en befattning som han innehade fram till augusti 1993. Corbett tjänstgjorde som Pennsylvanias attorney general 1995–1997 och 2005–2011. I januari 2011 efterträdde han Ed Rendell som guvernör.
I guvernörsvalet 2014 besegrades Corbett av demokraten Tom Wolf.